# 校園欺凌

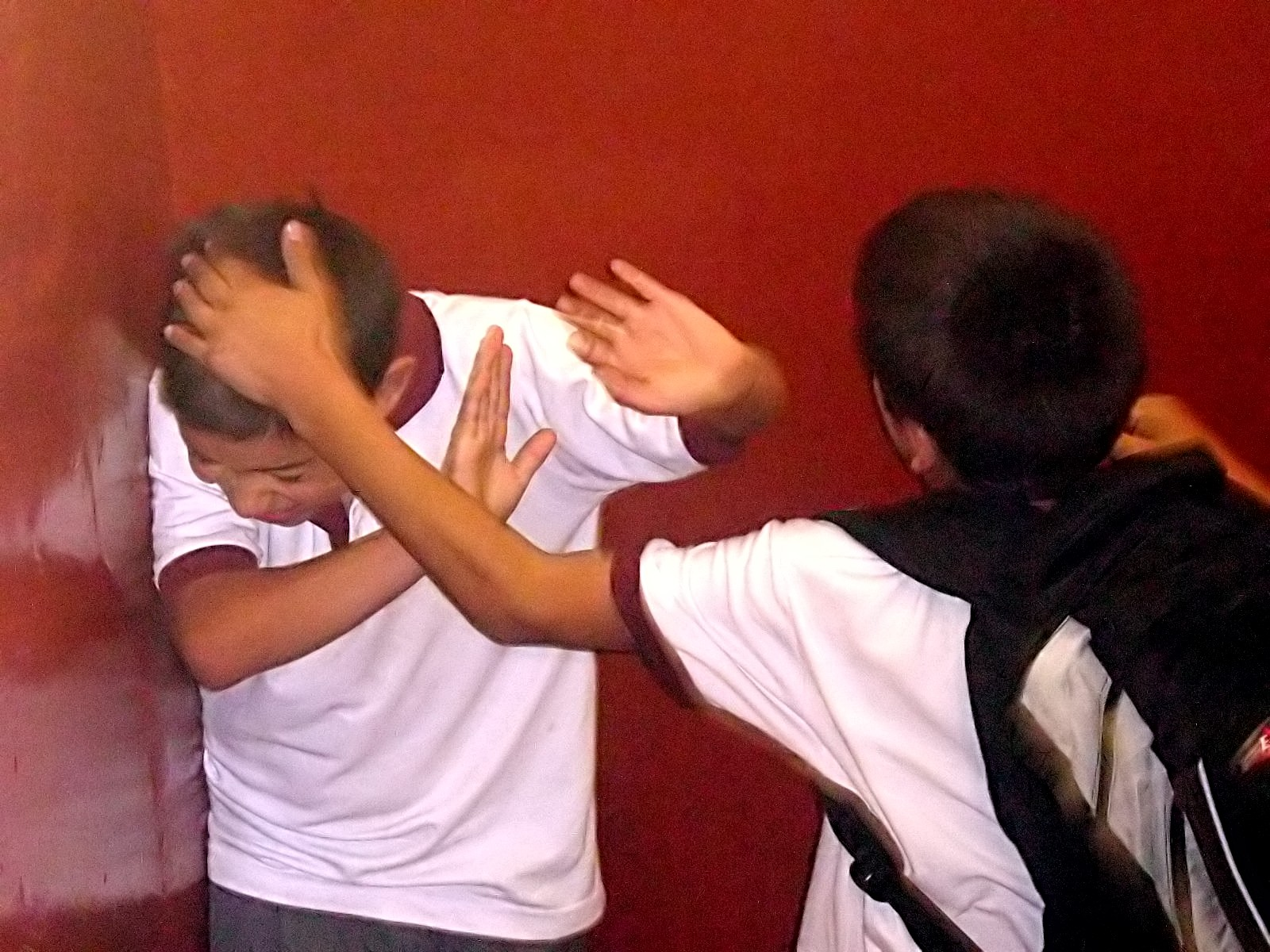
右边的男孩霸凌左边的男孩

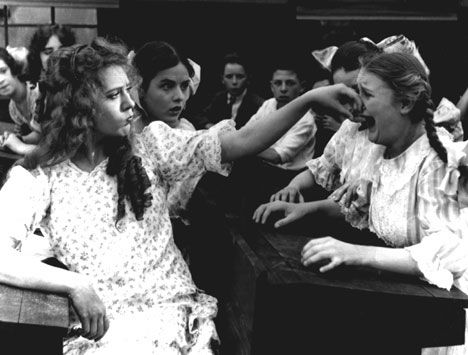
1917年电影《森尼布鲁克农场的丽贝卡》，一个女孩捏着后面女孩的脸，导致后面女孩受欺负而大哭

校園霸凌（英語：School bullying），又稱校園暴力，指的是一種在校園當中，學生彼此間長時間持續的、並造成個人心理恐懼、身體和言語上的惡意的攻擊，且因為受害者與欺凌者之間的權力或體型等因素不對等，而不敢有效的反抗。校園霸凌的欺凌者可以是個人，也可以是群體，透過對受害人身心的攻击，造成受害人感到痛苦、羞恥、尷尬、恐懼，以及憂鬱而校園霸凌所帶來的傷害往往是不可逆轉的。校園霸凌不只發生在校園，因同儕而起的校園霸凌也可能發生在校外，甚至在網際網路上。隨著科技進步，即時通訊軟體、網路論壇、BBS、部落格等交流平臺也成為霸凌事件的發生場所，欺凌者藉網路或電信設備以文字和多媒體長期、反覆攻击受害人，稱為網路霸凌。
雖然部分研究認為實行體罰會導致更多行為問題，中華民國也曾有議員指出，在禁止校園體罰後青少年犯罪率下降；然而至少在中華民國，在校園零體罰實行後，幾乎所有的教師都認為禁止體罰導致校園霸凌變得更加嚴重。在2011年，一項針對教師的調查顯示，九成六的教師認為零體罰，或至少缺乏配套的零體罰，導致學生更多行為問題，且有五十二．六％支持廢除零體罰政策。
霸凌是一種反社會行為，通常會造成受害人心靈創傷、扭曲，也會造成課業成就低落、人際疏離，甚至有可能逼迫受害人產生報復性攻擊行為，或使受害人轉而霸凌他人；對加害人也有一定影響，這些加害人成年後的犯罪率、酗酒現象比例相當高，具加害人特質的男性加害人有60%在24歲以前犯罪，非加害人特質的男性加害人則只有23%。霸凌的種類包含肢體霸凌、言語霸凌、傷害跟受害人有關的人士與朋友藉以孤立受害者為關係霸凌也就是非直接霸凌3種。在受害者分析上，男生比女生更容易受到肢體霸凌，女生受言語霸凌或性騷擾的比例較大。霸凌對受害人造成的後遺症相當多，包括逃家、逃學、出現慢性疾病、自殺和飲食不正常等，並且會造成自尊降低、時常焦慮不安、悲觀思維與高度渴求關懷心理。其中有些受害人長大後會轉變成加害人，這些同時是受害人和加害人的學生罹患精神疾病的比例也比單純的加害人或受害人高。
在歷史上，托馬斯·休斯（Thomas Hughes）於1857年出版的小說《湯姆·布朗在學校的日子》就對校園霸凌做出了大量的描述，但對校園霸凌的學術討論則遲至1897年才出現。對校園霸凌的研究，在近幾年大幅增加，在1900年到1990年的這90年間，一共有62篇研究討論校園霸凌；而在2000年到2004年的這四年間，則有562篇研究討論校園霸凌。

## 定義

### 一般認知
- 霸凌者（可能是一個人，或者以集體形式存在）對被霸凌者進行重複的傷害行為。
- 霸凌者擁有高於被霸凌者的力量，其力量包含社會權力、體力、及過當的管教權。
- 霸凌的範圍從簡單的一對一到複雜的團體霸凌（其中必然包括一個或一個以上的霸凌者），以及未必每起霸凌事件皆有的協助者。
- 霸凌行為可能透過言語、文字、圖畫、符號、肢體動作等行為，使被霸凌者在身體、心理、社會適應中（一項或一項以上）受到傷害。
- 上述之霸凌行為，有時會以網路、電話等方式作為媒介。

### 中華民國教育部(1949年后)
根据中華民國教育部「校園霸凌防制準則」第3條第1項規定的定義，校園霸凌指相同或不同學校學生與學生間，於校園內、外所發生之（學生）個人或集體持續以言語、文字、圖畫、符號、肢體動作或其他方式，直接或間接對他人（學生）為貶抑、排擠、欺負、騷擾或戲弄等行為，使他人（學生）處於具有敵意或不友善之校園學習環境，或難以抗拒，產生精神上、生理上或財產上之損害，或影響正常學習活動的進行。

### 台灣師生
中山大學的研究指出，台灣師生對校園霸凌的定義是：「在力量失衡的情況下，對身體、心理、財物、權利造成損害的惡意行為」。包括惡意、力量失衡、攻擊行為、傷害結果等特徵。分為肢體霸凌、財物霸凌、行為霸凌、強迫行為、言語霸凌、關係霸凌等六類。另外，師生觀點略有差異，教師較會提到重複性，學生則未提到；霸凌者自稱為非故意、只是開玩笑，教師及受凌者則視其為霸凌行為。

### 中华人民共和国常见定义
中国大陆现今尚无官方统一定义，媒体通常称之为「校园暴力」或「校园欺凌」。
据中国政法大学教授徐久生主编《校园暴力研究》，校园暴力的定义为：行为人针对在校师生的身体和心理的暴力行为，对学校财物或师生财物实施的暴力行为。
在公安部出台的「八条措施」裡，校园暴力被概论为：「发生在校园及周边，侵害师生人身、财产权利」的行为，归属于「刑事和治安案件」。
2017年教育部等十一部门印发《加强中小学生欺凌综合治理方案》，其中“三、治理内容及措施”中“（一）明确学生欺凌的界定”明确“中小学生欺凌是发生在校园（包括中小学校和中等职业学校）内外、学生之间，一方（个体或群体）单次或多次蓄意或恶意通过肢体、语言及网络等手段实施欺负、侮辱，造成另一方（个体或群体）身体伤害、财产损失或精神损害等的事件。”算是比较官方的一个定义。

### 相關概念區辨
暴力及霸凌均為攻擊行為的次類別，均屬於主動攻擊行為。暴力意指較極端的故意傷人行為，對個人或群體進行威脅或實際造成身心物權上產生嚴重損傷的攻擊行為。霸凌則是對無法自我防衛的個體施行重複的故意攻擊行為，來達成統治或支配他人的目標，隱含著力量失衡的權力關係。若未能加以區辨，則可能產生概念上的混淆，產生高估或低估霸凌盛行率的問題。

### 教師的辨識
國立中山大學研究團隊針對全國中小學教師的校園霸凌辨識情形進行研究，發現校園霸凌事件的正確辨識率約八成，仍有兩成案例遭誤判，像是將校園霸凌誤認為一般衝突事件，或將一般衝突事件誤判為霸凌事件。經過實驗證實，接受霸凌辨識訓練確實能提升教師對校園霸凌的正確辨識度。僅提供校園霸凌定義給教師，似乎無助提升對霸凌的正確辨識率。

### 教師霸凌
教師霸凌是教師霸凌學生的不當行為，教師乃是加害者，學生則是受害者。國外常用的相關詞彙為教師虐待、心理虐待、情緒虐待、教師不當行為、體罰...等。國立中山大學陳利銘將教師霸凌定義為：對學生的認知、情緒、社會關係或身體上造成不良後果之重複式情緒虐待及肢體虐待行為，超出正常管教範疇。」具有濫用權力、重複、虐待行為、傷害結果等特徵。運用自身權力來進行不當管教，超出正常管教範疇，即屬濫用權力。虐待行為包含以情緒虐待(如給予負面的學生標籤、帶領或暗示學生排擠某學生、詆毀、貶損、負向比較學生...等)及肢體虐待行為(即體罰)來進行管教。傷害結果包含對學生的身心、人際、學業等面向的傷害。教師霸凌學生，已發生數起案件，並被台灣媒體所報導

## 盛行率

### 台灣中學生
- 校園霸凌盛行率的估計，會依測量及判定標準而異，各國調查由2%到60%都有。此外，提供校園霸凌定義與否，是否影響校園霸凌盛行率，仍未有一致定論。
- 針對台灣、高中職學生進行調查，3554位學生填寫附霸凌定義的問卷，793位學生填寫未附霸凌定義的問卷。結果發現，提供霸凌定義下，自陳霸凌、受凌、旁觀霸凌、兼為霸凌/受凌者的盛行率分別是10.9%, 10.7%, 29.9%以及5.5%。附定義及未附定義的調查，在盛行率上未無顯著差異。可能因為台灣師生對霸凌的內隱定義與特徵，包括惡意、力量失衡、攻擊行為、傷害結果等特徵、與學者定義的特徵相近[25]。

### 台灣小學高年級
- 國立中山大學陳利銘等人針對小學霸凌情況進行究，研究對象是台灣13個縣市、22所學校的高年級學童共1816位，以國際常用的Olweus式整體評估題來進行霸凌盛行率調查。研究結果發現校園霸凌盛行率(自陳霸凌、自陳受凌、旁觀霸凌、兼為霸凌/受凌)分別是13.7%、14.5%、37.2%、5.4%。
- 國小校園內最常見的霸凌行為，依序是罵難聽的話、惡意嘲笑、拳打腳踢、當眾說壞話、孤立等。最常見的霸凌類別是言語霸凌，較少見的霸凌類別是網路霸凌[26]。

### 華人地區中學生
- 國立中山大學鄭英耀、陳利銘與香港、澳門的學者共同進行的研究，共有11876位中學生(7-12年級)參與，以WHO的HBSC研究中採用的整體評估題進行調查，結果發現，自陳霸凌、受凌、兼為霸凌/受凌的盛行率分別是5.1%、9.3%、1.8%。台港澳三地的校園霸凌盛行率差異不大。校園霸凌盛行率會隨著年級升高而下降。各類霸凌類別中，以言語霸凌最為常見。和女生相較，男生較常涉入校園霸凌與受凌[27]。
- 一份來自72個國家或地區，涵蓋54萬名中學生的國際研究有約五千名香港中學生參與。研究發現32.3%受訪香港學生承認過去一個月曾受欺凌，其中承認「遭同學愚弄取笑」、「遭取走或破壞財物」和「被打或遭人推撞」者分別有26.1%、10.5%和9.5%，其餘分別有9.4%、8.5%及7.1%的受訪學生承認「被散播惡意謠言中傷」、「故意排擠」及「受人恐嚇」[28]。

## 調查工具

### 校園霸凌盛行率及行為頻率量表
- 霸凌量表多調查霸凌者及受凌者觀點，少有調查旁觀者觀點。霸凌量表多調查肢體、言語、關係霸凌，少納入新興的網路霸凌。霸凌定義有文化差異，多數霸凌量表都在西方文化下建構，未有適合東方文化的中文版量表。
- 中山大學鄭英耀及陳利銘研究團隊開發School Bullying Scales，以Rasch measurement進行分析及提供信效度證據。結果發現，台灣中學生最常見的霸凌行為是罵髒話、嘲笑、叫難聽綽號、說壞話等言語霸凌行為，不論霸凌者、受凌者或旁觀者皆為如此。台灣中學生最常見的校園霸凌類別是言語霸凌與肢體霸凌，不論性別及教育階段皆為如此。男生涉入霸凌的比例高於女生，不論在國中、高中、高職皆為如此[29]。

### 校園霸凌嚴重性知覺量表
- 發生頻率愈高的霸凌行為，如言語霸凌，不見得會對學生造成較大的傷害；較少發生的肢體霸凌，學生則可能認為比較嚴重。國立中山大學鄭英耀及陳利銘研究團隊建構校園霸凌嚴重性知覺量表，並以Rasch measurement驗證其信效度，以在調查霸凌頻率之外，能進一步提供中學生對霸凌行為嚴重性知覺的相關訊息。結果發現中學生認為關係霸凌、網路霸凌比肢體霸凌、言語霸凌來得嚴重。[30]
- 國立中山大學陳利銘等人，針對不同參與角色間的校園霸凌嚴重性知覺進行研究，參與對象為1816位小學高年級學生，以混合模式two-way ANOVA進行分析，結果發現，小學高年級學生認為肢體霸凌與言語霸凌，比關係及網路霸凌來得嚴重。霸凌者認為四類霸凌類別的嚴重性差別不大，但受凌者與旁觀者則認為肢體霸凌較嚴重、網路霸凌較不嚴重[31]。
- 國立中山大學鄭英耀與陳利銘團隊，針對中學生的霸凌行為頻率及知覺嚴重性進行調查，用Rasch技術進行分析，結果發現霸凌行為頻率與知覺嚴重性間的相關很低(r=-.11)。中學生認為最嚴重也最常發生的行為是：破壞友誼、私下拿財物、拳打腳踢、公開說壞話、排擠。男生比女生容易自陳受凌，但女生的霸凌知覺嚴重性比男生來得高[32]。
- 國立中山大學陳利銘於國際期刊Journal of School Health發表的文章，以1816位國小高年級學生為對象，結果顯示高年級學生的受凌頻率與知覺嚴重性的關聯不大(r = .02), 顯示愈常發生的欺凌行為不見得就會比較嚴重。被高年級學生認為最嚴重也最常發生的欺凌行為是：拳打腳踢、罵髒話、排擠、被威脅、推擠/跘倒、破壞友誼、當眾說壞話。[33]

### 網路霸凌嚴重性知覺量表
- 國立中山大學陳利銘與鄭英耀研究團隊於國際期刊Educational Psychology發表的文章指出，以707位國中小學生為研究對象，針對16題的cyberbullying severity scale (CSS)進行填答。結果顯示16題的CSS具有良好的信效度，16個行為中，化名留言(Impersonation)被認為是最嚴重的行為，公開的網路霸凌行為比私訊網路霸凌行為來得嚴重。另外，網路霸凌知覺嚴重性有性別差異及參與效果差異。[34]

## 旁觀者介入

### 旁觀者不願介入的原因
1. 個人因素：1.缺乏有效應對策略；2.害怕被報復；3.與自己無關；4.認為有趣；5.缺乏勇氣。
2. 同儕因素：1.順從同儕規範；2.不是自己朋友；3.責任分散效應；4.旁觀者抑制；5.怪罪受害者；6.不支持同學間所共同喜歡的老師或政治偶像。
3. 其他因素：1.害怕被同儕拒絕；2.不想告訴師長。[35]

### 影響旁觀者的介入因素
國立中山大學陳利銘與鄭英耀研究團隊發現，學生在目睹霸凌事件後，會評估各種因素來決定是否願意介入，包括知覺嚴重性、責任感、情緒因素、受害者特徵、關係、其他因素等，若是覺得受害者被欺負的很嚴重、覺得有責任有管、對受害者有同理心、覺得受害者是無辜的/能看到受害者的個人價值、和受害者算是朋友、顧及班級氣氛等，就比較願意擔任挺身者而出面幫忙；反之，若是覺得受害者被欺負的不嚴重、覺得沒責任去管、討厭/不喜歡受害者、覺得受害者自找的、和受害者不是朋友、覺得沒有能力制止等，就比較願意擔任旁觀者而不出面。
國立中山大學陳利銘與鄭英耀研究團隊發現，旁觀者挺身介入的歷程有四階段：個人評估、介入策略、被質疑/威脅、重新評估。一、學生會評估影響旁觀者的介入因素來決定是否介入，亦即可為旁觀者或挺身者；二、決定成為挺身者後，會考量霸凌嚴重性及關係來決定介入策略(告訴老師、制止霸凌者、安慰受害者)；三、出面協助的挺身者會被霸凌者質疑或威脅，四、會重新評估是否要持續介入。另外，該研究亦發現挺身者是否介入會因情境而異,對於部分事件也可能袖手旁觀。

## 反霸凌政策

### 中国大陆
中华人民共和国国务院教育督导委员会办公室于2016年5月印发了《关于开展校园欺凌专项治理的通知》，要求各地各中小学校将针对发生在学生之间，蓄意或恶意通过肢体、语言及网络等手段，实施欺负、侮辱造成伤害的校园欺凌进行专项治理。此次治理共分两二阶段，其中第一阶段为4月~7月，为各校开展治理；第二阶段为9月~12月，为专项督查。
2017年12月国务院教育督导委员会、教育部公布《加强中小学生欺凌综合治理方案》，定義语言、网络欺凌都算欺凌，規定學校在據報後启动调查处理程序10日内完成调查，对确需复查的，15日內由县级防治学生欺凌工作部门组织学校代表、家长代表和校外专家调查小组启动复查。欺凌問題調查將列入校长、学校行政管理人员、教师、班主任考評分數，蓄意落实不到位者將通报、约谈、挂牌督办等措施，尤其強調教育人員不得再以打闹嬉戏等觀點掩蓋定義校园欺凌。
懲戒措施：
- 情节轻微由学校开展批评教育，欺凌学生需书面道歉。
- 情节比较恶劣由学校會同公安开展批评教育，欺凌学生需书面道歉。
- 屡教不改或情节恶劣，实施欺凌学生转送专门工读学校进行教育。
- 涉及违反治安管理法程度，除以上全部措施外，交由少年法庭處理，必要時移送未成年犯管教所、社区矫正机构。

2024年3月20日，成都市招考委、成都市教育局印发《2024年成都市高中阶段学校统一招生考试工作实施规定》，其中提到校园欺凌者最后投档。

### 臺灣
在臺灣，每個學期都會讓學生填俗稱霸凌單的問卷，旨在幫助那些受霸凌而不敢向老師說的同學。教育部自2006年公佈「改善校園治安—倡導友善校園，啟動校園掃黑實施計畫」（教育部，2006）後，陸續推行一系列的反霸凌計畫及要點，包括「防治校園暴力、霸凌之作法」（教育部，2007）、「防制學生將校園霸凌與不雅影片上傳網站散布預防輔導作法暨相關法治教育」（教育部，2008a）、「教育部補助推動反霸凌安全學校要點」（教育部，2009a）。由中央制訂政策來推動反霸凌工作，投入國家資源以求降低校園霸凌。
政策的優點包括：建立中央、縣市、分區及學校等四個層級的校園安全運作平台，並強化教育、警政、司法界多方相互聯繫及支援機制。推動反霸凌安全學校，對通過教育部審查的學校提供經費，每校申請最多三年補助。對霸凌事件的處理措施，不僅針對霸凌者或受凌者，亦將旁觀者納入輔導。
中山大學鄭英耀及陳利銘研究團隊針對反霸凌政策進行分析後，提供了幾項建議：
1. 教育部明訂校園霸凌定義及類別
2. 通報及評鑑可採用多來源法（multiple informants）：如教師評分、經信效度驗證的自評量表、同儕提名或家長評分等方法，如此便可克服單一方法的侷限
3. 並用規定-處罰取向及問題解決取向來處理各類霸凌行為
4. 整合學校、教室、個人與家庭層級的措施並符應當地脈絡
5. 修訂反霸凌安全學校要點:納入普通高中、兼採形成性評鑑及總結性評鑑 、評鑑項目可納入學校成員對反霸凌方案的支持態度及投入意願[41]

### 
针对越来越严重的中小学校园暴力，韩国教育部决定，将从3月中旬开始向一些中小学生提供免费“警卫服务”，让其免受校园暴力。“警卫”工作，除了警察之外，还动员民间保安公司的保安、体育馆协会等人员来承担。只要学生向学校或教育厅提出身边保护申请，政府就会安排“警卫”到学校或特定地点保护学生。韩国教育部预计，2007年一年将向1600名学生提供这类服务。但一些家长和教师则对此表示担心，认为“警卫服务”会令受害学生变得孤立。针对这种担心，韩国教育部表示，警卫人员将向求助学生提供暗中保护。
澳大利亚建立了政府支持的反欺凌组织和网站，如“反欺凌网络组织”和“澳大利亚无欺凌计划”，以帮助学校了解欺凌现象，为学校制定相关政策，提供教师培训的指导大纲。澳大利亚政府通过增进师生们对社会正义问题的理解来解决校园欺凌问题。其理论依据是：只要认识到骚扰、折磨与自己不同的人是错的，那么欺凌问题就得到解决了。

### 法國
按照法國政府規定：
根據法條222-33-2-2的前四款所定義的身心騷擾行為，當這些行為被同一教育機構的任何在校學生或從事職業活動的人對學生進行時，將構成校園霸凌。
如果校園霸凌造成工作能力完全喪失，時間不超過或等於八天，或者沒有導致任何工作能力喪失，將處以三年監禁和45000歐元罰款。
如果行為造成超過八天的工作能力完全喪失，將處以五年監禁和75000歐元罰款。
如果行為導致受害者自殺或企圖自殺，將處以十年監禁和150000歐元罰款。
當第一款所述行為持續發生時，即使作為作者或受害者的人已不在該機構就讀或工作，本條款仍適用。 （页面存档备份，存于） （页面存档备份，存于）

## 成因
國立中山大學團隊針對台灣中學生的受凌對象與成因進行分析，研究參與者包括台灣13個縣市的中學師生共1558位，蒐集質性資料後進行分析。結果發現：師生均認為三類學生容易被欺負，包括言行失當者(白目)、弱勢族群、異類學生(怪咖)容易被霸凌。霸凌成因及條件包括受凌的高風險學生通常人際關係不佳，潛在霸凌者會基於情緒(看不順眼)及工具(錢及地位)目的而展開攻擊。受凌者因為力量失衡而無力反抗，或害怕被報復而不敢告訴他人，會讓潛在霸凌者得寸進尺，不斷重複以致形成霸凌。另外，不同角色對於怪罪受凌者、霸凌目的、同儕團體規範、脈絡因素的觀點存有部分差異。

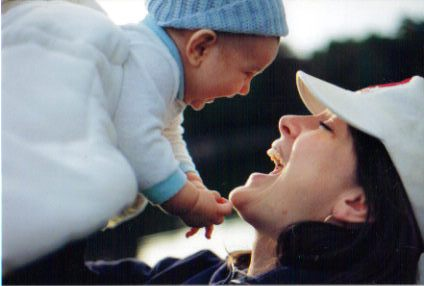
溫暖關懷父母管教的孩童，比冷漠父母管教的孩童接收到更多正向反應，正向回饋也會比較多。

校園霸凌源自社會學習。從家庭開始，父母對孩童的照顧若帶有敵意、不負責任、冷漠，例如遺棄或施以家庭暴力，讓孩童的社會互動處於負向狀態，則孩童將來成為加害人的可能性會大幅提升。其次，孩童進入小學後，在學校裡受教師影響至深，因為此時孩童正處於模仿階段。教師若選擇錯誤的管教方式，霸凌的可能性也會增加。若同學間發生霸凌行為，而教師不加以阻止，也可能造成其他同學的錯誤價值觀。另有觀點認為，當隱性霸凌如群體孤立事件發生時，如教師不能及時發現並給予引導，將導致隱性霸凌進一步發展成為直接霸凌。換句話說，教養對霸凌傾向的形成或阻止確有影響。
孩童的人格養成與家庭生活有密切關聯，家人，尤其父母，通常是孩童的第一個重要他人。這些重要他人對孩童的身心發展有舉足輕重的影響，甚少或從未給予孩童關懷的父母，其子女極可能成為霸凌加害人。因為霸凌是一種學習行為，霸凌者通常都有攻擊前科，而攻擊則從模仿而來。這種模仿得自父母對待孩童的態度，採取權威、斥責、懲罰和冷漠做為管教手段的父母，其子女會產生自卑心理。這些在家中得不到關懷，甚至遭到虐待的孩童容易將痛苦加諸於他人，藉此宣洩情緒或獲得關懷。相對地，採取開明、關懷、寬容和溫暖管教手段的父母，其子女有較多正向心理，也較不易產生行為偏差。
在孩童入學後，學校對孩童的身心發展扮演和家庭一樣重的角色，而教師又是其中與學生最密切的重要他人。教師因專業判斷採取不同的管教方式，會導致「教育家」和「霸凌者」的差別。態度正向、行為積極的教師，和態度負面、行為消極的教師會教育出不同思維的學生，這些思維上的差異決定學生成為「好學生」或「霸凌加害人」。在中華民國，教育部推行零體罰政策後，絕大多數的老師都認為零體罰導致校園霸凌變得更加嚴重。在2011年，一項針對教師的調查顯示，九成六的教師認為零體罰，或至少缺乏配套的零體罰，導致學生更多行為問題，且有五十二．六％支持廢除零體罰政策；不過也有研究認為，關懷和監督並重的教育策略可以有效降低霸凌事件的發生率，而排斥、放任以及體罰與霸凌發生率呈正相關關係。

## 校園霸凌中的各角色
欺凌過程，蘊藏著一個複雜的互動狀態，牽涉的學生可分為幾種：
- 霸凌者（英文：Bully）指校園裡發動霸凌行為的人，包括在校園裡的任何人，例如：學生或者是老師，他們通常還帶領其他同學參與其中。
- 受凌者（英文：Victim）指受到霸凌的人。
- 隨從者（英文：Assistant）跟隨霸凌者，直接參與霸凌行動
- 吆喝者（英文：Reinforcer）支持霸凌者的行為，例如：在旁嬉笑或吶喊助威。
- 挺身者（英文：Defender）安慰及支持受害者，嘗試制止霸凌行為（但這樣的人通常為數不多）。
- 局外者（英文：Outsider）置身事外（也有些是害怕幫助受害者會讓自己受到霸凌而假裝場外人的身份。但通常如果受害者轉學或是住院等無法到校上課時，霸凌者便可能從局外人裡挑選下一個目標）。

另一個常見的分類方式，是以挪威學者D. Olwues的OBVQ問卷中的整體評估題來進行判斷，可以分別三類角色：
- 霸凌者（bully）
- 受凌者（victims）
- 旁觀者（bully/victim）：此類角色亦稱為反擊型霸凌，就是會欺負別人同時也被欺負的學生。

## 形式
| 分類項目 | 實際行為 |
| -------- | --- |
| 言語霸凌 | 1.中伤、讥讽、贬抑评论受害者的体貌、性取向、宗教、种族、收入水平、国籍、家人或其他。 2.叫受害者侮辱性绰号；指责受害者无用、侮辱其人格等。 3.受害者發表言論時不尊重受害者，只顧自己的事，與附合者談話，甚至故意打斷、反對、找碴。 4.传播关于受害者的消极谣言和闲话。 |
| 肢體霸凌 | 1.恐吓、威迫受害者做他或她不想要做的，威胁受害者跟随命令。 2.欺凌者明显地比受害者强，並欺凌受害者。 3.对受害者进行重复性的物理攻击：拳打脚踢、掌掴拍打、推撞绊倒、拉扯头发；使用管制刀具、棍棒、投擲物品攻击受害者。 |
| 財務霸凌 | 1.敲诈：强索金钱或物品。 2.干涉损坏受害者的个人财产、教科书、衣裳等，藉此來戲弄受害者。 |
| 其它形式 | 1.网络欺凌(Cyberbullying)，即在网志或论坛上发表具有人身攻击成份的言论。 2.以各種整人手段惡整受害者。 3.画侮辱受害者的画。 4.让受害者遭遇麻烦，或令受害者招致处分。 5.分派系结党：孤立、杯葛或排挤受害者。 6.欺凌者看見其他人犯錯置之不理，看見受害者犯錯就當場訓斥或報告師長。 7.受害者得獎或成績較佳時被霸凌者喝倒采，認為受害者是靠作弊得來的。 8.做分組報告時不願與受害者同組，若是跟受害者同組，其他人就會表示不滿。 |

## 外部連結
- （繁體中文）教育部防制校園霸凌專區
- 央視-校園霸凌不可小視 （页面存档备份，存于）
- 孩子被霸凌怎麼辦？傾聽比介入更重要｜天下雜誌 （页面存档备份，存于）
- 校園暴力親歷者：沉默的深淵無人倖免 | 端傳媒 Initium Media （页面存档备份，存于）
- 國三生遭霸凌求助無門跳樓|上報
- 家屬怒：霸凌硬拗意外|中時電子報 （页面存档备份，存于）
- 母淚崩：剃3分頭還擋不住霸凌嘲笑|ETTODY新聞雲